# Ulisses Lins
Ulisses Lins de Albuquerque (Sertânia, 9 de maio de 1889 — Rio de Janeiro, 29 de dezembro de 1979) foi um político brasileiro. Exerceu o mandato de deputado federal constituinte pelo Pernambuco em 1946. Pai do ex-governador de Pernambuco, Etelvino Lins de Albuquerque.